# 苏维汇王国
苏维汇王国（拉丁語：Regnum Suevorum），又名加利西亚王国（拉丁语：Regnum Galicia）。是由日耳曼人建立的后罗马王国，是最早脱离罗马帝国的王国之一。其疆域为罗马帝国时期的加莱西亚行省和卢西塔尼亚北部，由苏维汇人于公元409年建立，苏维汇王国独立一直维持至585年，被西哥特王国所灭，成为西哥特王国在西班牙的第6个行省。

## 起源
公元406年12月31日晚间，苏维汇人渡过莱茵河进入罗马帝国，对于这个民族我们知之甚少。据推测，苏维汇人与夸迪人同源。在早期著作中，夸迪人生活在多瑙河中部的北岸，即现在的下奥地利和斯洛伐克西部，在2世纪的马科曼尼战争中发挥了重要作用。他们与马科曼尼人联盟，与马可·奥勒留麾下的罗马军团激战。认为苏维汇人和夸迪人同源的说法主要出自圣热罗尼莫的一封信。信中列举了406年进入高卢的入侵者中就有夸迪人，但苏维汇人不在入侵者清单之中，然而夸迪人的消失和苏维汇人的出现在同一时间。这一观点缺乏旁证，与同时代作者的记载也存在冲突，如根据保卢斯·奥罗修斯的记录，406年渡过莱茵河的民族中有苏维汇人，并在另一段中将之与夸迪人，马科曼尼人，汪达尔人和萨尔马提亚人并列。6世纪的作家通常将苏维汇人和阿勒曼尼人简单地归为日耳曼人。
也有人指出，缺少苏维汇人的记录，可能是因为他们是几个民族的部分人口融合的产物：夸迪人和马克曼尼人的部分部落，在从多瑙河流域迁往伊比利亚半岛的漫漫长路上合并成为新的苏维汇人。其中部分苏维汇的部落在5-6世纪的文献中被提及居住在多瑙河流域。
没有明确的文献记录了公元406年民族大迁移背后的原因，但一个被广泛接受的理论是，是由于匈人在4世纪后期向西扩展迫使日耳曼民族的西迁。当406年日耳曼人进入罗马境内时，帝国正面临一系列的入侵和内战。下日耳曼尼亚和比利时高卢遭到蛮族的破坏，君士坦丁三世最终将入侵者赶到高卢北部后，但到了409年春，格隆尼修斯在西班牙发起叛乱，拥立希斯帕尼亚的马克西姆斯为帝。在君士坦丁三世赶往西班牙平叛之际，格隆尼修斯煽动高卢的蛮族再次叛乱。当年夏天，汪达尔人、阿兰人和苏维汇人开始南下前往西班牙。

## 定居与融合
西罗马帝国内战的双方，有意无意地忽略了比利牛斯山脉的隘口，使得伊比利亚半岛和高卢南部在蛮族入侵面前十分脆弱。根据海达提乌斯的记载，汪达尔人、阿兰人和苏维汇人在409年9月28日或10月12日穿越比利牛斯山脉。进入半岛之后，蛮族人在409-410年间烧杀抢掠，引发严重的饥荒，甚至出现人相食的惨剧。一直到411年，蛮族相互间达成和平协议并划分势力范围。斯林汪达尔人定居在贝提卡，阿兰人被分配到卢西塔尼亚和迦太基西班牙，哈斯丁汪达尔人和苏维汇人共享西北的加拉西亚。苏维汇人被安置在加利西亚西部大西洋沿岸地区，大致在今波尔图和蓬特韦德拉之间。不久，布拉加成为首都，领土逐渐扩展到阿斯托加、卢戈地区和米尼奥河谷。在奥罗修斯的记载中，蛮族在得到新的领土后，很快就会化剑为犁进入定居状态。
苏维汇人说日耳曼语，古典文献中也提到了苏维汇语。苏维汇语与“易北河日耳曼语”的概念有关，这是源自波罗的海，由东面进入日耳曼的伊米诺人所说的早期方言。

## 5世纪王国时期

### 赫默里克国王（Hermeric）
416年，西罗马帝国派西哥特人进入伊比利亚半岛，以驱逐先前抵达的蛮族。418年，瓦利亚率领的西哥特人消灭了当地的斯林汪达尔人和阿兰人。419年，西哥特人离开前往他们的新领地阿基坦，哈斯丁汪达尔人和苏维汇人成为半岛上仅存的两股势力。冈德里克领导的汪达尔人和赫默里克领导的苏维汇人开始发生冲突，爆发了内巴修斯山战役。但是西罗马帝国的西班牙总督阿斯特利乌斯麾下的罗马军团的加入改变了战局。汪达尔人逃往贝提卡（现在的安达卢西亚），苏维汇人从此独占加利西亚。
429年，汪达尔人开始为迁往非洲做准备。来自苏维汇赫米迦利乌斯来到卢西塔尼亚劫掠，他可能是赫默里克国王的多位继承者之一。苏维汇人随即被汪达尔人的国王盖萨里克击败。赫米迦利乌斯撤退时淹死在瓜地亚纳河，这也是苏维汇人在加利西亚以外的首次军事行动。但汪达尔人最终离开西班牙后，苏维汇人便独占了整个西班牙。
赫默里克在他的余生巩固苏维汇人在加利西亚的统治，但是在430年，他打破与当地人的和平，洗劫加利西亚的中部地区，之后在431年和433年又发生两次战争。最终通过多次和谈，438年苏维汇人与加利西亚当地居民达成协议，并维持了20年的和平。

### 雷希拉国王（Rechila）
438年，赫默里克国王因病传位于其子雷希拉。雷希拉即位后开始向伊比利亚半岛扩张领土。当年，苏维汇人在赫尼尔河畔击败西罗马帝国驻军。一年后的439年，苏维人入侵卢西塔尼亚，占领首都梅里达，这座城市也短暂地成为苏维汇王国的新首都。雷希拉继续扩张王国，到440年，他成功地包围了战略重镇梅尔图拉并迫使驻守的罗马官员投降。441年，统治了30年的老国王赫姆利克去世，几个月后，苏维汇人攻占贝提卡首都塞维利亚。至此，苏维汇人控制了贝提卡和西班牙迦太基。
446年，西罗马帝国总督维图斯在大量哥特人的协助下，试图击败苏维汇人，恢复帝国对西班牙的统治。雷希拉主动向罗马人进攻，维图斯大败逃亡，从此帝国放弃了夺回西班牙的企图。448年，雷希拉去世，其子雷希亚继位。

### 雷希亚国王（Rechiar）
雷希亚是日耳曼民族中最早的天主教国王之一，也是第一个以自己的名义铸造硬币的人。铸造硬币可以视为苏维汇自治的标志。雷希亚在统治期间采取了一系列大胆的政治举措。他在448年与哥特国王狄奥多里克一世之女结婚，从而改善了两国的关系。他还领导了多次入侵塔拉科西班牙省(半岛的东北部，从地中海延伸到比斯开湾，仍在罗马统治之下)，在当地叛军协助下劫掠巴斯克地区，萨拉戈萨，莱里达。之后苏维汇王国与西罗马帝国时战时和。
456年秋，皇帝阿维图斯最终决定解决雷希亚的威胁，他派遣西哥特国王狄奥多里克二世率领一支包括勃艮第国王冈迪奥克和希尔佩里克一世在内的联军越过比利牛斯山，进入加利西亚。双方于10月5日在阿斯托加附近交战。狄奥多里克二世的哥特人在右翼击败了苏维汇人。许多苏维汇人在战斗中被杀被俘，但大多数人设法逃走。雷希亚受伤后向海岸方向逃跑，遭到哥特军队的追击，在波尔图试图登船时被捕，并于12月被处决。战争持续了三个月，但在459年4月，狄奥多里克二世被罗马新皇帝马约里安(Majorian)和总督里基姆(militum ricimo)的军事行动有所警觉，西哥特人及其盟友在洗劫后返回比利牛斯山脉。，他回到了高卢。里基姆有一半的苏维汇血统，可能是雷希亚的亲戚。

### 王位争夺时期
雷希尔被杀后，赫墨里克血脉随即断绝，传统的苏维汇领导机制也随之崩溃。公元456年，也就是雷希亚被处决的同一年，一个叫艾乌尔夫的人接管了领导权。艾乌尔夫的出身是个谜:根据海达提乌斯的记载，艾乌尔夫是一个西哥特逃兵；历史学家约达尼斯认为他是提奥多里克任命负责管理加拉西亚的一个瓦尔尼人，被苏维汇人说服后发动叛乱。最终，艾乌尔夫于457年6月在波尔图被杀。
同样在456年，海达提乌斯记载道:“苏维汇人立马尔德拉斯为王。”这表明，作为一个民族，苏维汇人自主选择了新统治者，然而并非所有人都拥护马尔德拉斯。一些人追随了另一位国王弗拉姆塔，但是这是一位短命国王，在位一年就去世了。
458年，哥特军队再次进入西班牙，并于7月抵达贝提卡。
460年，马尔德拉斯被杀。他在4年时间里经常在卢西塔尼亚和加利西亚南部的杜罗河流域洗劫苏维汇人和罗马人。北方的苏维汇人选择了另一位领袖李希蒙德，他于459年和460年掠夺了加利西亚，并于同年占领罗马管辖之下的卢戈。卢戈成为苏维汇王国的首都。
弗鲁马继承马尔德拉斯成为南方苏维汇人领袖，但是于464年去世。弗鲁马之死标志了苏维汇人与加利西亚人长期矛盾趋于缓和。

### 雷米斯蒙徳国王（Remismund）
464年，曾多次往返于加利西亚和高卢之间的大使雷米斯蒙德在西哥特王国支持下成为苏维汇国王。在雷米斯蒙德的领导下，苏维汇人将再次袭击掠夺卢西塔尼亚。468年，他们攻破了位于卢西塔尼亚的科英布里加，将之洗劫一空，居民逃离或成为奴隶。第二年，他们又占领了里斯本。不过《海达提乌斯编年史》的并没记录雷米斯蒙德后来的命运。
苏维汇人长期信仰日耳曼多神教，直到西哥特国王提奥多里克二世应雷米斯蒙德的要求，派遣了一位名叫埃阿斯的阿里乌斯派传教士。466年，苏维汇人皈依并建立了一个持久的阿里乌斯教会，并直到560年代才改信天主教。

## 阿里乌斯派时期
人们对470年至550年这段时间知之甚少,只有塞维利亚的圣依西多禄在7世纪的写下的记录中略有提及这段历史。在这80年时间里，苏维汇王国先后被有多为阿里乌斯派的国王统治。一份名为《division Wambae》的中世纪文献提到了一位名叫西奥徳蒙徳（Theodemund）的国王，其他不太可靠的编年史提到了几位国王的统治，他们的名字是赫门尼利克二世（Hermeneric II）、雷希拉二世（Rechila II）和雷希亚二世（Rechiar II）。

## 皈依天主教
苏维汇人皈依天主教与西哥特人密切相关。根据编年史家比克拉勒姆的约翰（John of Biclaro）的记录，这一变化发生在587-589年的雷卡雷德一世在位时期，当时苏维汇王国正在逐步与西哥特王国发生融合。

## 6世纪的扩展

### 不列颠人
在5世纪末或6世纪初，一群为逃离盎格鲁-撒克逊人入侵的罗马-不列颠人在加利西亚的北部定居下来，这片土地后来被称为不列颠尼亚（Britonia）。

### 阿利亚米尔国王（King Ariamir）和西奥徳马国王（king Theodemar）

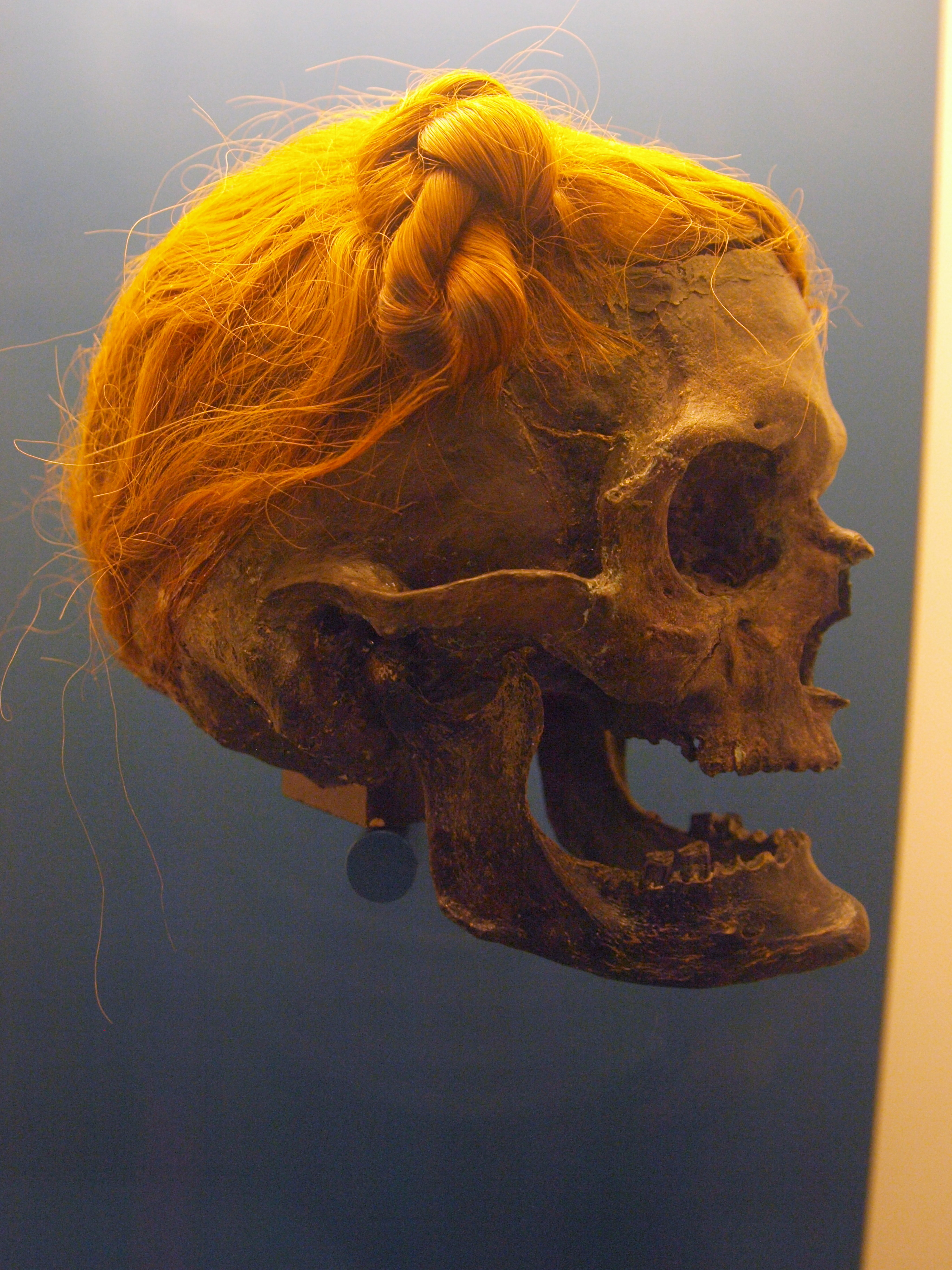
系有苏维汇结的奥斯特比人头骨

561年5月1日，登基3年的阿利亚米尔在布拉加召集了第一次议会，会上得到称号：“光荣王阿利亚米尔”。他召开宗教会议，谴责普里西利安派，批判神职人员着日耳曼传统服饰和装饰（蓄长发、长须、扎苏维汇结），但对阿里乌斯派只字未提。
569年1月1日，阿利亚米尔的继任者西奥徳马，在卢戈召开会议，将加利西亚王国被分成两个省，分别隶属于布拉加大主教和卢戈大主教，以及十三个主教教区，包括:北部的伊里亚·弗拉维亚、不列颠尼亚、阿斯托加、奥伦塞和图伊，隶属于卢戈;以及南部的杜梅、波尔图、维塞乌、拉梅戈、科英布拉和布拉加的附属城市伊丹哈-阿-维拉。每个区域随后被进一步划分为更小的区域，分别命名为教会和pagi。

### 米罗国王（King Miro）
根据比克拉罗的约翰的说法，570 年，米罗接替西奥德玛成为苏维汇国王。 当时，苏维汇王国再次受到西哥特人的挑战，西哥特人在他们的国王柳维吉尔德的领导下，自从他们在沃耶战役（Battle of Vouillé）中被法兰克人击败以来，正在重建他们的王国。
572 年，米罗下令庆祝第二次布拉加宗教大会，该会议由担任苏维王国首都的大主教,布拉加的潘诺尼亚人圣马丁主持。马丁是一个有教养的人，备受塞维利亚的伊西多尔、维南提乌斯·福尔图纳图斯和图尔的格雷戈里的称赞。这些人带领苏维汇王国信奉天主教，并促进了王国的文化和政治复兴。 在会议的法案中，马丁宣布了加莱西亚天主教信仰的统一和纯洁，阿里乌斯首次遭遇打击。值得注意的是，在十二位助理主教中，有五位是苏维汇人（卢戈的尼蒂吉乌斯、奥伦塞的维蒂默、图伊的阿尼拉、维塞乌的雷米索尔、伊达尼亚-阿-韦利亚的阿多里克），还有一位是不列颠人迈洛克。
同年，米罗率领远征朗科内斯（Runcones），当时西哥特国王柳维吉尔德正在南方进行了一系列成功的军事活动：他为西哥特人收复了科尔多瓦和麦地那-西多尼亚等城市，并领导了对马拉加市周围地区的成功进攻。但从 573 年开始，西哥特人越来越接近苏维汇的领土，他们首先占领了萨巴里亚，后来是阿雷根西山脉和坎塔布里亚，最后在 576 年，西哥特人进入了加利西亚，侵扰了苏维汇王国的边界。米罗派出大使并从柳维吉尔德那里获得了暂时的和平。可能正是在这一时期，苏维人还向法兰克国王贡特拉姆派遣了一些大使，但他们在普瓦捷附近被苏瓦松国王希尔佩里克一世拦截并被监禁了一年。
在 579 年，柳维吉尔德的儿子 赫尔梅内吉尔德王子反叛了他的父亲，自立为王。他住在塞维利亚时，在妻子法兰克公主英贡迪斯和塞维利亚的利安德的影响下皈依了天主教，公开反对他父亲信仰的阿里乌斯教。但直到 582 年，柳维吉尔德才集结军队攻击他的儿子：首先占领了梅里达，然后在次年进军塞维利亚。在围攻下，赫尔梅内吉尔德向东罗马帝国和苏维汇人求援——当时东罗马帝国自查士丁尼一世以来控制了西班牙南部沿海地区的大部分地区。同年，米罗率军南下，意图突破封锁，但在扎营时，他发现自己被西哥特人围困，然后被迫与西哥特国王签署效忠条约。根据图尔的格雷戈里的说法，在交换礼物后，米罗回到了加利西亚，几天后就躺在床上死了，原因是喝了“西班牙的脏水”。王子的叛乱于 584 年结束，柳维吉尔德用30000索利都斯贿赂了拜占庭人，买通他们放弃对叛军的支持。

### 末代诸王
米罗死后，他的儿子埃博里克（Eboric）被立为国王。但不到一年，他的姐夫奥德卡（Audeca）夺取了政权。埃博里克被强迫进修道院成为牧师，从而丧失继承王位资格。之后奥德卡娶了米罗国王的遗孀西塞贡蒂亚（Siseguntia）。奥德卡的得位不正，以及和埃博里克和柳维吉尔德之间的友谊，让西哥特王国决定出兵。585 年，西哥特入侵加利西亚。按比克拉罗的约翰的记录：“ 柳维吉尔德国王摧毁了加利西亚，剥夺了奥德卡王国的全部;苏维人的国家，以及他们的宝藏和土地都变成了哥特人的一个省。”战役期间，冈特拉姆国王的法兰克人也许是想帮助苏维汇人，他们袭击了塞普蒂马尼亚，同时派遣船只前往加利西亚，这些船只被西哥特军队拦截，他们拿走了他们的货物并杀死或奴役了他们的大部分船员。自此，苏维汇王国成为西哥特的三个行政区：加利西亚、西班牙和高卢纳博南西斯。 奥德卡被俘，然后被流放到卢西塔尼亚南部的贝雅。

### 合并
柳维吉尔德尝试要求苏维汇人重新皈依阿里乌斯教派，但在他于 586 年去世后，他的儿子雷卡雷德一世公开推动西哥特人和苏维汇人大规模皈依天主教。雷卡雷德的计划遭到了一群阿里乌斯派教徒的反对。其领导人塞加在双手被截肢后被流放到加利西亚。皈依发生在托莱多第三次大公会议期间，得到了来自西班牙、高卢和加利西亚的七十二位主教的协助。八位主教当场放弃阿里乌斯主义，其中四位是苏维汇人：波尔图的阿尔乔维图斯、卢戈的贝西拉、图伊的加丁格斯和维塞乌的逊尼拉。雷卡雷德国王祝贺道：“我们不仅得到了哥特人的皈依，而且还有无数的苏维汇人......虽然他们由于过失而陷入异端邪说，但通过我们的勤勉，他们回到了真理的本源“。 教宗额我略一世在给他的信中称他为“西哥特人和苏维汇人的国王”。
最后一次以独立民族概念提到苏维汇人，是10世纪的西班牙手抄本 ：“hanc arbor romani pruni vocant， spani nixum， uuandali et goti et suebi et celtiberi ceruleum dicunt”（“这棵树被罗马人称为李子树;西班牙人称为nixum;汪达尔人、苏维人、哥特人和凯尔特比里亚人称其为蔚蓝“）。但在这本手抄本里，苏维汇可能只是指加利西亚。

## 加利西亚苏维汇统治者列表
- 赫默里克，约409-438年
- 赫雷米加里乌斯，427-429 年，卢西塔尼亚的领袖
- 雷希拉, 438–448
- 雷希亚, 448–456
- 艾乌尔夫，456-457 年，外国人，可能由西哥特人任命
- 马尔德拉斯，456-460 年，457年后与弗拉姆塔对立

弗拉姆塔，457年，反对马尔德拉斯
- 李希蒙德，457-464 年，弗拉姆塔的继任者
- 弗鲁马，460-464，马尔德拉斯的继任者
- 雷米斯蒙德，464-469 年，接替弗鲁马尔，重新统一苏维汇
- 昏暗时期
  - Hermeneric fl. c. 485
  - Veremund fl. 535
  - Theodemund fl. 6世纪
- 查拉里克，550-558/559之后，存疑
- 阿利亚米尔，558/559–561/566
- 西奥德马, 561/566–570 Theodemar，561/566–570
- 米罗，570-583 年
- 埃博里克，583-584 年，被奥德卡废黜并安置在修道院中。
- 奥德卡，584-585 年，被柳维吉尔德废黜并流放。
- 马拉里克，585 年，反对西哥特王国但被击败。